# Le Trône de la mort
Pour les articles homonymes, voir Trône (homonymie).
Pour plus de détails, voir Fiche technique et Distribution.
Le Trône de la mort (മരണ സിംഹാസനം, Marana Simhasanam) est un film indien réalisé par Murali Nair, sorti en 1999.
Le film remporte la Caméra d'or au Festival de Cannes 1999.

## Fiche technique
- Titre : Le Trône de la mort
- Titre original : മരണ സിംഹാസനം (Marana Simhasanam)
- Réalisation : Murali Nair
- Scénario : Murali Nair et Bharathan Njavakkal
- Photographie : M. J. Radhakrishnan
- Montage : Lalitha Krishna
- Musique : Madhu Apsara
- Direction artistique : Preeya Nair
- Pays d'origine : Inde
- Genre : drame
- Dates de sortie : 
  -  France (Première mondiale au Festival de Cannes 1999) : 13 mai 1999
  -  Canada (Festival des films du monde de Montréal) : 29 août 1999
  -  France (en salles) : 15 décembre 1999
  -  États-Unis : 26 avril 2000

## Distribution
- Vishwas Njavakkal
- Lakshmi Raman
- Suhas Thayat
- Jeevan Mitva